# Dicyrtomidae
Super-famille
Famille

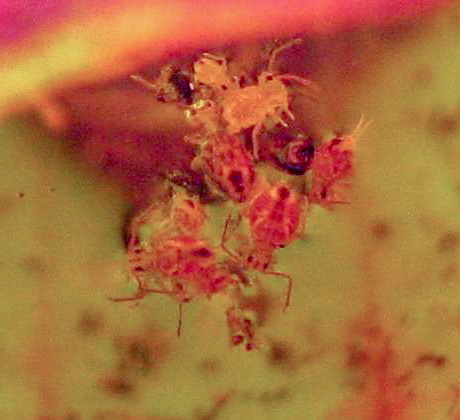
Dicyrtomina minuta

Les Dicyrtomidae sont une famille de collemboles, la seule de la super-famille des Dicyrtomoidea
Elle comporte plus de 200 espèces dans huit genres.

## Liste des genres
Selon Checklist of the Collembola of the World (version du 15 août 2019) :
- Dicyrtominae Börner, 1906
  - Calvatomina Yosii, 1966
  - Dicyrtoma Bourlet, 1842
  - Dicyrtomina Börner, 1903
  - Gibberathrix Uchida, 1952
  - Jordanathrix Bretfeld & Arbea, 1999
- Ptenothricinae Richards, 1968
  - Bothriovulsus Richards, 1968
  - Papirioides Folsom, 1924
  - Ptenothrix Börner, 1906

## Publication originale
- Börner, 1906 : Das System der Collembolen nebst Beschreibung neuer Collembolen des Hamburger Naturhistorischen Museums. Mitteilungen aus dem Naturhistorischen Museum in Hamburg, vol. 23, p. 147-188 (texte intégral).